# Сабо, Эмеше
Эмеше Сабо (венг. Szabó Emese, р. 29 апреля 1985) — венгерская спортсменка, борец вольного стиля, призёрка чемпионатов Европы.

## Биография
Родилась в 1985 году. В 2003 году заняла 15-е место на чемпионате мира. В 2005 году заняла 21-е место на чемпионате мира. В 2006 году заняла 13-е место на чемпионате Европы. В 2007 году заняла 5-е место на чемпионате Европы, и 31-е — на чемпионате мира. В 2008 году заняла 12-е место на чемпионате Европы. В 2009 году стала серебряной призёркой чемпионата Европы, и заняла 10-е место на чемпионате мира. В 2010 году заняла 16-е место на чемпионате мира. В 2011 году заняла 11-е место на чемпионате Европы. В 2012 году заняла 10-е место на чемпионате Европы.